# Lauren Boebert
Lauren Opal Boebert ([boʊbərt], geboren als Lauren Opal Roberts op 19 december 1986) is een Amerikaanse politica, zakenvrouw en wapenrechtenactiviste die sinds 2021 de Amerikaanse vertegenwoordiger is voor het 3e congresdistrict van Colorado. 

## Levensloop
Van 2013 tot 2022 was ze eigenaar van Shooters Grill, een restaurant in Rifle, Colorado, waar personeelsleden werden aangemoedigd om openlijk vuurwapens te dragen.
Bij de verkiezingen voor het Huis van Afgevaardigden van de Verenigde Staten in Colorado in 2020 versloeg ze onverwacht de zittende Scott Tipton bij de voorverkiezingen en ze won vervolgens de algemene verkiezingen van de democratische kandidaat Diane Mitsch Bush, een voormalige staatsvertegenwoordiger. In het Congres heeft Boebert zich aangesloten bij de conservatieve Republikeinse Studiecommissie, de rechtse Freedom Caucus, waarvan ze in januari 2022 communicatievoorzitter werd, en de Second Amendment Caucus die voor wapenbezit is. 
Ze won in 2022 de herverkiezing met een smalle marge van 546 stemmen tegen voormalig lid van de gemeenteraad van Aspen, Adam Frisch.

### Privé
Op 10 september 2023 werden Boebert en een mannelijke metgezel door beveiligingspersoneel verwijderd van een voorstelling van de musical Beetlejuice in een theater in Denver, Colorado, nadat zij en haar metgezel de voorstelling hadden verstoord door te vapen, te zingen, de voorstelling op te nemen en elkaar te betasten. Boebert ontkende aanvankelijk te hebben gevapet en verstoring te hebben veroorzaakt en schreef op sociale media dat ze "schuldig was aan te hard lachen en zingen!" 
Nadat bewakingsbeelden van het incident waren vrijgegeven, verontschuldigde ze zich voor "[het] tekortschieten in haar waarden" en het vapen. Ze zei dat ze het eerder had ontkend, alleen omdat ze zich 'niet kon herinneren' dat ze het had gedaan". De video toonde ook Boeberts metgezel die haar borsten streelde en Boebert die zijn genitaliën streelde terwijl ze in de zaal zaten.

## Standpunten
Boebert, lid van de Republikeinse Partij, staat bekend om haar pleidooi voor wapenrechten. 
De standpunten van Boebert worden algemeen als extreemrechts beschouwd, een label dat zij afwijst. Ze is een bondgenoot en aanhanger van de voormalige president Donald Trump en steunt de beweringen van Trump dat de verkiezingen van 2020 hem ontstolen zijn en stemde tijdens het tellen van de stemmen van het Electoral College voor de motie om de resultaten ervan ongedaan te maken. Ze heeft ook de samenzweringstheorie van QAnon gepromoot. 
Boebert verzet zich tegen de overgang naar groene energie, COVID-19-maskers en vaccinmandaten, abortus, seksuele voorlichting, genderbevestigende operaties voor minderjarigen en het homohuwelijk. Ze pleit voor een isolationistisch buitenlands beleid, maar steunt om religieuze redenen nauwere banden met Israël. 
Boebert, die zichzelf een wedergeboren christen noemt, heeft gezegd dat ze "deze scheiding tussen kerkelijke en staatsrommel beu is" en pleitte voor meer kerkelijke macht en invloed in de besluitvorming van de overheid.